# Tiro del dardo ai I Giochi paralimpici estivi
Per il tiro del dardo ai Giochi paralimpici estivi di Roma 1960 fu disputato un torneo di doppio misto e si assegnò, dunque, un solo titolo.

## Medagliere
| Pos.   | Nazione     |   |   |   | Totale |
| ------ | ----------- | - | - | - | ------ |
| 1      | Stati Uniti | 1 | 1 | 0 | 2      |
| 2      | Francia     | 0 | 0 | 1 | 1      |
| Totale | Totale      | 1 | 1 | 1 | 3      |

## Risultati
| Competizione | Oro                  | Argento          | Bronzo             |
| ------------ | -------------------- | ---------------- | ------------------ |
| Doppio misto | Broeren Jack Whitman | G. Mathis Tigyer | Trouverie Bernabei |